# Giovanni Lodetti
Giovanni Lodetti (Caselle Lurani, Provincia de Lodi, Italia; 10 de agosto de 1942-Milán, Italia; 22 de septiembre de 2023) fue un exfutbolista italiano. Se desempeñaba en la posición de centrocampista.

## Selección nacional
Fue internacional con la selección de fútbol de Italia en 18 ocasiones y marcó 2 goles. Debutó el 10 de mayo de 1964, en un encuentro amistoso ante la selección de Suiza que finalizó con marcador de 3-1 a favor de los italianos.

### Participaciones en Copas del Mundo
| Mundial                        | Sede       | Resultado    |
| ------------------------------ | ---------- | ------------ |
| Copa Mundial de Fútbol de 1966 | Inglaterra | Primera fase |

### Participaciones en Eurocopas
| Eurocopa      | Sede   | Resultado |
| ------------- | ------ | --------- |
| Eurocopa 1968 | Italia | Campeón   |

## Clubes
| Club            | País   | Año       |
| --------------- | ------ | --------- |
| A. C Milan      | Italia | 1961-1970 |
| U. C. Sampdoria | Italia | 1970-1974 |
| U. S. Foggia    | Italia | 1974-1976 |
| Novara Calcio   | Italia | 1976-1978 |

## Palmarés

### Campeonatos nacionales
| Título      | Club       | País   | Año       |
| ----------- | ---------- | ------ | --------- |
| Serie A     | A. C Milan | Italia | 1961-62   |
| Copa Italia | A. C Milan | Italia | 1966-1967 |
| Serie A     | A. C Milan | Italia | 1967-68   |

### Copas internacionales
| Título                | Club                | País   | Año     |
| --------------------- | ------------------- | ------ | ------- |
| Recopa de Europa      | A. C Milan          | Italia | 1967-68 |
| Eurocopa              | Selección de Italia | Italia | 1968    |
| Liga de Campeones     | A. C Milan          | Italia | 1962-63 |
| Liga de Campeones     | A. C Milan          | Italia | 1968-69 |
| Copa Intercontinental | A. C Milan          | Italia | 1969    |